# João Paulo (labdarúgó, 1991)
João Paulo (Serafina Corrêa, 1991. március 8. –) brazil labdarúgó, az amerikai Seattle Sounders középpályása.

## Pályafutása
Paulo a brazíliai Serafina Corrêa községben született. Az ifjúsági pályafutását a Gaúcho csapatában kezdte, majd az Internacional akadémiájánál folytatta.
2011-ben mutatkozott be az Internacional felnőtt keretében. 2013 és 2015 között az Atlético Goianiense, a Goiás és a Santa Cruz csapatát erősítette kölcsönben. A lehetőséggel élve, 2015-ben a Santa Cruzhoz szerződött. 2017-ben a Botafogohoz igazolt. A 2020–as idényben az észak-amerikai első osztályban szereplő Seattle Soundersnél szerepelt kölcsönben. 2021. január 21-én szerződést kötött az amerikai együttessel. Először 2021. április 17-én, a Minnesota United ellen hazai pályán 4–0-ra megnyert bajnokin lépett pályára és egyben meg is szerezte első gólját a klub színeiben.

## Statisztikák
2022. május 5. szerint
| Klub             | Szezon   | Osztály  | Bajnokság | Bajnokság | Kupa  | Kupa | Nemzetközi | Nemzetközi | Összesen | Összesen |
| Klub             | Szezon   | Osztály  | Meccs     | Gól       | Meccs | Gól  | Meccs      | Gól        | Meccs    | Gól      |
| ---------------- | -------- | -------- | --------- | --------- | ----- | ---- | ---------- | ---------- | -------- | -------- |
| Seattle Sounders | 2020     | MLS      | 23        | 2         | 0     | 0    | 2          | 2          | 25       | 4        |
| Seattle Sounders | 2021     | MLS      | 32        | 3         | 0     | 0    | 3          | 0          | 35       | 3        |
| Seattle Sounders | 2022     | MLS      | 6         | 1         | 0     | 0    | 7          | 0          | 13       | 1        |
| Összesen         | Összesen | Összesen | 61        | 6         | 0     | 0    | 12         | 2          | 73       | 8        |

## Sikerei, díjai
Seattle Sounders
- CONCACAF-bajnokok ligája
  - Győztes (1): 2022

Egyéni
- MLS All-Stars: 2021

## Fordítás
Ez a szócikk részben vagy egészben  a   João Paulo (footballer, born 1991) című angol Wikipédia-szócikk fordításán alapul.  Az eredeti cikk szerkesztőit annak laptörténete sorolja fel. Ez a jelzés csupán a megfogalmazás eredetét és a szerzői jogokat jelzi, nem szolgál a cikkben szereplő információk forrásmegjelöléseként.